# Котор-Варош (громада)
Котор-Варош (серб. Општина Котор Варош) — боснійська громада, розташована в регіоні Баня-Лука Республіки Сербської. Адміністративним центром є місто Котор-Варош.

## Відомі особистості
В общині народилась:
- Невенка Петрич (1927—2015) — сербська письменниця, поетеса.